# Gymnasium Seligenthal

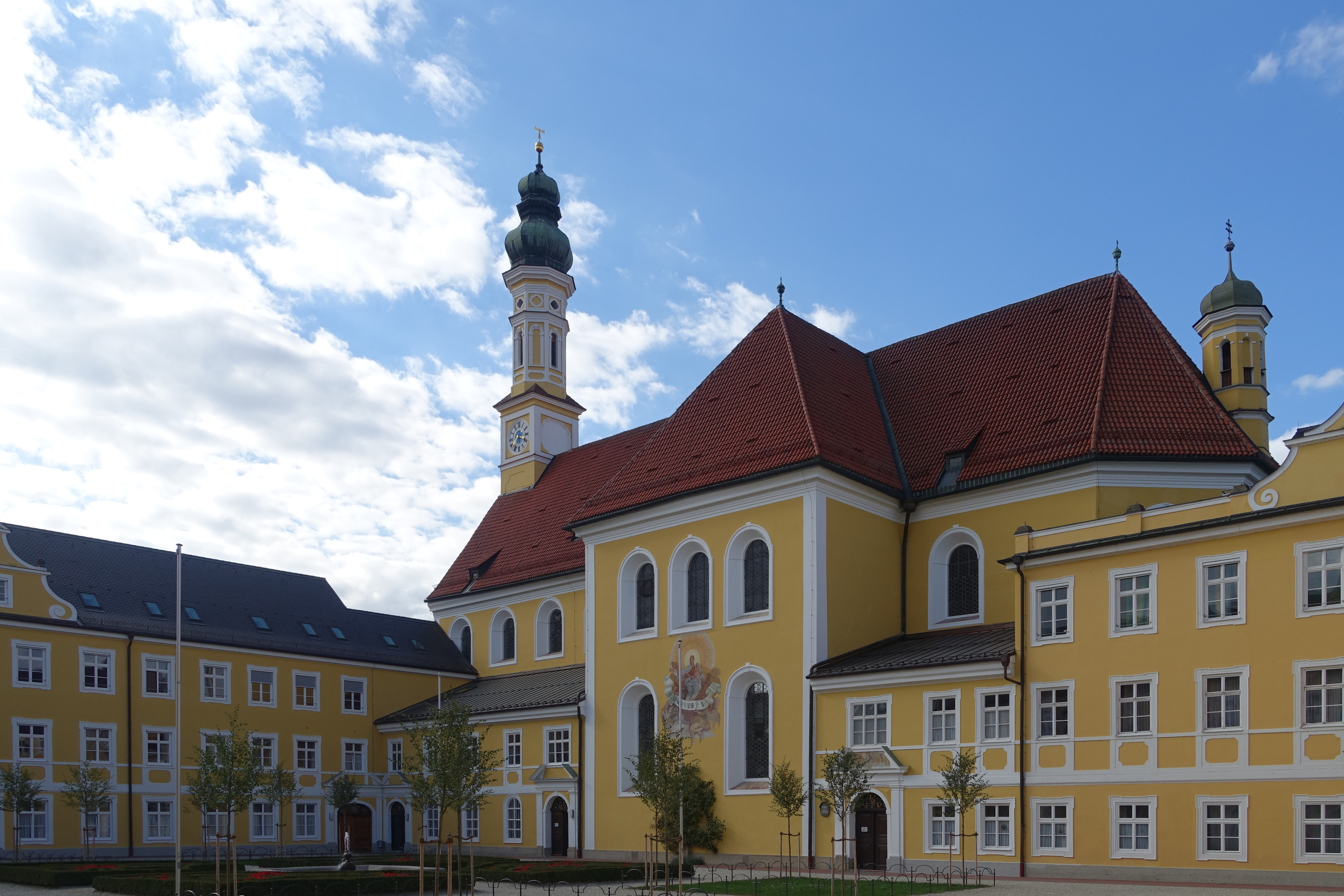
Gymnasium Seligenthal an der gleichnamigen Zisterzienserinnenabtei

Das Gymnasium Seligenthal ist ein privates, staatlich anerkanntes Gymnasium in Landshut (bis zum Schuljahr 2008/2009 nur für Mädchen), das in einem sprachlichen (SG), einem sozialwissenschaftlichen (WSG-S) und einem musischen Zweig (MG) zur allgemeinen Hochschulreife führt. Es ist, trotz der langen Geschichte, das jüngste der drei Gymnasien in Landshut und ist benannt nach dem Kloster Seligenthal, das seit Gründung das Gymnasium zusammen mit weiteren Schulen der Schulstiftung Seligenthal betreibt. Seit 2014 zählt es zu den „Fairtrade-Schools“. Die Schülerzahl lag im Schuljahr 2023/2024 bei 876. Zum Schuljahr 2019/2020 haben sich 119 Schüler angemeldet.

## Geschichte

### Ursprünge
Das Kloster Seligenthal wurde 1232 von Herzogin Ludmilla als Zisterzienserinnenkonvent gegründet und als Grablege der Wittelsbacher bestimmt.
Im Zeitalter der Säkularisation wurde es für das kontemplative Kloster immer schwerer zu bestehen, so dass die Schwestern 1782, als die Bildungssituation für Mädchen noch sehr schlecht war, eine Mädchenschule eröffneten, um ihre Nützlichkeit für das Gemeinwesen zu beweisen. Diese Schule wurde von den Nonnen auch nach Aufhebung des Klosters im Jahr 1803 bis 1820 weitergeführt und als König Ludwig I 1835 die Wiedereröffnung des Klosters gestattete (fünf Schwestern lebten noch), geschah das mit der Verpflichtung, sich auch weiterhin um die „Erziehung der weiblichen Jugend“ Landshuts zu kümmern. Darum gilt die Mädchenerziehung heute als zweiter Stiftungszweck des Klosters Seligenthal und so wurden z. B. auch die Zeiten der Chorgebete an diese für Zisterzienser ungewöhnliche Aufgabe angepasst.
Aus diesen Ursprüngen entwickelten sich bis heute die pädagogischen Einrichtungen des Schulzentrums Seligenthal, so auch die höheren Schulen:
Die Trivialschule wurde weiterentwickelt zur Höheren-Töchterschule, dann kamen das Lyzeum und auch eine Grundschule hinzu, gleichzeitig wurde aus der Lehrerinnenbildungsanstalt schließlich die Fachakademie für Sozialpädagogik.
Die Anzahl der Schülerinnen wuchs dabei, nur mit Unterbrechungen 1820–1835 und 1938–1945, von etwa 100 im Jahr 1780 bis auf 1750 im Jahr 1982.

### Entwicklung der Höheren Schulen
Die Entwicklung der Höheren Mädchenschulen Seligenthals ist, wie die übrige Schullandschaft Bayerns in dieser Zeit, geprägt von Diversität, Umwandlungen und Umbenennungen von Schultypen, Schuldauern und Fremdsprachenfolgen.
1838 wurde das „Erziehungsinstitut Seligenthal in Landshut“ für Pensionärinnen von 6–16 Jahren eröffnet, ab 1873 sind auch Halbpensionärinnen nachgewiesen. Die ersten gedruckten Jahresberichte wurden 1885 herausgegeben, dort wird die Schule zum ersten Mal als „Höhere Töchterschule“ bezeichnet. Ab 1911 wird sie in eine sechsklassige „Höhere Mädchenschule“ mit der Pflichtfremdsprache Französisch umgewandelt und ab 1925 in ein „Mädchenlyceum“ mit den Pflichtfremdsprachen Englisch und Französisch.
Im Zuge der Aufhebung aller Klosterschulen durch die Nationalsozialisten wurde die Schule 1938 an die Stadt Landshut übergeben, doch bereits 1945 als achtklassige Oberschule wieder zurückgegeben. Dabei bestanden zunächst nur die Klassen 5–8, ein Jahr später wurden die Klassen 9–12 eröffnet und die Schule in „Oberrealschule“ umbenannt und wiederum ein Jahr später das erste Abitur geschrieben. Die Oberrealschule bot sowohl einen sprachlichen als auch einen mathematisch-naturwissenschaftlichen Zweig an. Gleichzeitig hatten sich die Ausbildungseinrichtungen für Lehrerinnen seit 1838 weiterentwickelt und 1949 wurden sie in eine siebenjährige „Oberrealschule in Kurzform“ überführt, die zusätzlich zur regulären Oberrealschule bestand.
1951 wurde die Ausbildung aller höherer Schulen auf neun Jahre verlängert und der sprachliche Zweig der Oberrealschule wurde gleichzeitig in ein „Mädchenrealgymnasium“ mit der Fremdsprachenfolge Englisch, Latein, Französisch umgewandelt, 1954 wurde die Oberschule in Kurzform in „Deutsches Gymnasium“ umbenannt.
Ab 1965 wird die Oberrealschule abgebaut und das „Sozialwissenschaftliche Gymnasium“ aufgebaut. Die neue Bezeichnung der Schule lautet „Neusprachliches, Musisches (in Kurzform) und Sozialwissenschaftliches Gymnasium der Cistercienserinnen“, doch wird auch das Musische Gymnasium ab 1968 abgebaut. Aufgeschlossen gegenüber neuen Unterrichtskonzepten nahm Seligenthal ab 1970 am Schulversuch Kollegstufe teil, die später in ganz Bayern eingeführt wurde. Mit dem Schuljahr 2008/09 wurde wieder ein Musisches Gymnasium eingeführt. Seit dem Schuljahr 2009/10 ist das Gymnasium auch für Jungen geöffnet.
Seit 2011 läuft die Generalsanierung des Gymnasiums im Kloster Seligenthal. Diese wird vom Regierungsbezirk Niederbayern mit insgesamt 200.000 Euro bezuschusst.

## Finanzierung
Die Trägerschaft ging 2000 vom Kloster Seligenthal auf die Schulstiftung Seligenthal über, die durch die Erträge des Stiftungsvermögens den Bestand u. a. des Gymnasiums Seligenthal sichern soll. Wie für alle staatlich anerkannten Privatschulen zahlt der Freistaat Bayern für Schüler ein „staatliches Schulgeld“, das die Kosten jedoch nicht deckt. Zusätzlich müssen die Eltern Schulgeld entrichten (50 €/Monat, für das Musische Gymnasium 60 €/Monat).
Für die Nutzung des landkreiseseigenen Schulgebäudes in der Seligenthaler Straße gewährte der Landkreis Landshut 2014 der Schulstiftung Seligenthal einen monatlichen Zuschuss in Höhe von 8888,55 €. Im Schuljahr 2015/2016 belief sich der Betriebskostenzuschuß auf 460.260 € (2014: 451.300 €) für die insgesamt 442 Landkreiskinder (1. Oktober 2013: 491) auf dem Gymnasium sowie die 159 (153) Landkreiskinder in der Wirtschaftsschule. Dieser errechnet sich jeweils aus 80 Prozent Gastschulbeitrages von 825 € für Gymnasiasten und 1325 € Wirtschaftsschüler.
Seit 2001 existiert ein Schulförderverein, der Mittel für besondere Zwecke z. B. Schulsozialarbeit, Ausstattung der Schule (z. B. Lehrmaterial, Computer u. Ä.) und Zuschüsse zu schulischen Veranstaltungen bereitstellt.

## Ausbildungsrichtungen
Die Erziehung wird besonders vom christlichen Menschenbild und Grundhaltung geprägt. Zum Schulbild gehören ganzheitliche Erziehung, die Vermittlung fundierten Wissens, das Entdecken und Fördern kreativer Talente in Musik, Sport und Kunst sowie die Stärkung sozialer Kompetenzen um die Jugendlichen zu befähigen, ihre individuellen Persönlichkeiten zu entfalten und selbstbewusst ihre Verantwortung in der Gesellschaft zu übernehmen und ihr Leben erfüllt zu gestalten.
Ab dem Schuljahr 2009/2010 öffnete sich das Gymnasium für Buben. Die Schule bietet drei Ausbildungsrichtungen koedukativ an:
- Sprachliches Gymnasium (SG) mit der Sprachenfolge Englisch, Latein und Französisch,
- Wirtschafts- und Sozialwissenschaftliches Gymnasium (WSG-S) mit sozialwissenschaftlichem Profil mit der Sprachenfolge Englisch und Französisch oder Latein, u. a. mit mehrwöchigem sozialpflegerischem Praktikum,
- Musisches Gymnasium (MG) mit Musik als Hauptfach/Vorrückfach und der Sprachenfolge Englisch, Latein. Das Erlernen eines Instruments ab der 5. Klasse ist verpflichtend.

Im sprachlichen wie auch im sozialwissenschaftlichen Zweig ist in der Unterstufe die Wahl folgender Schwerpunkte möglich: Chor oder Fußball. Über alle Zweige als Wahlfach belegbar ist Dramatisches Gestalten/Theater. Die Zweige MG und WSG-S gibt es bezogen auf die Landshut Stadt und dem Landkreis Landshut ausschließlich am Gymnasium Seligenthal. Als spätbeginnende Fremdsprache wird Zweig übergreifend ab der zehnten Klasse Spanisch angeboten. In Wahlkursen können zudem Kenntnisse in Italienisch und Chinesisch erworben werden. Allen Schülern der Unter- und Mittelstufe steht die Teilnahme an der offenen Ganztagsbetreuung (Tagesheim) offen. Das Angebot umfasst neben dem Mittagessen eine individuelle Freizeitgestaltung und eine Hausaufgabenbetreuung.

## Schulleben
Es gibt eine Schülerzeitung, diese nennt sich „Pieper Magazin“.
Im Schuljahr 2013/2014 kamen mit 491 Schülern 55 Prozent aus dem Landkreis Landshut. Im Schuljahr 2015/2016 waren dies 442 Schüler, was einem Anteil von 52 Prozent entspricht.
Entwicklung der Schülerzahlen 
| Schuljahr | Anzahl der Schüler |
| --------- | ------------------ |
| 2003/2004 | 828                |
| 2004/2005 | 830                |
| 2005/2006 | 855                |
| 2006/2007 | 875                |
| 2007/2008 | 884                |
| 2008/2009 | 877                |
| 2009/2010 | 923                |
| 2010/2011 | 994                |
| 2011/2012 | 912                |
| 2012/2013 | 912                |
| 2013/2014 | 881                |
| 2014/2015 | 869                |
| 2015/2016 | 858                |
| 2016/2017 | 901                |
| 2017/2018 | 861                |
| 2018/2019 | 808                |
| 2020/2021 | 822                |
| 2023/2024 | 876                |

Wegen der gestiegenen Anmeldezahlen startet man fünfzügig ins Schuljahr 2016/2017.
Entwicklung der Anmeldezahlen
| Schuljahr | Anzahl der Schüler |
| --------- | ------------------ |
| 2014/2015 | 106                |
| 2015/2016 | 83                 |
| 2016/2017 | 98                 |
| 2017/2018 | 104                |
| 2018/2019 | 104                |
| 2019/2020 | 119                |

Entwicklung der Abiturientenzahlen
| Schuljahr | Anzahl der Schüler |
| --------- | ------------------ |
| 2013/2014 | 87                 |
| 2016/2017 | 106                |

Schlossen das Gymnasium Seligenthal bisher nur Abiturientinnen ab, gab es erstmals zum Schuljahr 2016/2017 auch Abiturienten.
Als Leuchtturmprojekt der Bildungsregion Landshut gibt es seit September 2015 den Brückenkurs mit Deutsch als Zweitsprache (DaZ), an dem derzeit 37 Schüler aus 16 Ländern teilnehmen.

### Schüleraustausch
Schulpartnerschaften und regelmäßiger Schüleraustausch bestehen mit
- Frankreich: Ecole Jeanne d’Arc in Mülhausen, seit 1968
- Italien: Liceo Scientifico Nicolo Tron in Schio, seit 1979[28]
- Ungarn: Szent Imre Gymnasium in Budapest
- Taiwan: Wenzao Ursuline College of Languages in Kaohsiung, seit 2010

## Auszeichnungen
Am 19. November 2014 wurden das Gymnasium und die Wirtschaftsschule Seligenthal von Fairtrade Deutschland als „Fairtrade-School“ ausgezeichnet. Besonders gewürdigt wurde der Eine-Welt-Kiosk, der im Rahmen eines Wahlfaches geführt wird.
Im Februar 2016 hat die Schülerzeitung den zweiten Platz beim Schülerzeitungswettbewerb belegt und wurde mit dem Sonderpreis „EinSatz für eine bessere Gesellschaft“ bedacht, der vom Bundesministerium für Familie, Senioren, Frauen und Jugend ausgelobt worden war.

## Bekannte ehemalige Schülerinnen
- Christiane Herzog (1936–2000), Abitur 1955
- Traudl Hansl-Kozanecki, Abitur 1959, Trägerin des Physikpreises der Deutschen Physikalischen Gesellschaft 1985
- Nadine Kammerlander (* 1983), geborene Holzapfel, Abitur 2002, Professorin für Familienunternehmen an der WHU – Otto Beisheim School of Management
- Gertrud Moosmüller, Abitur 1974, Professorin für Statistik an der Universität Passau
- Monika Maria Möhring, geborene Gruber, Professorin für Betriebswirtschaftslehre und Logistik an der Technischen Hochschule Mittelhessen in Friedberg
- Evelyne Menges, Abitur 1978, Münchner Stadträtin für die CSU
- Rita Rottenwallner, Abitur 1979, Gründerin des Tollwood-Festivals, Schwabinger Kunstpreis 1997, Bundesverdienstkreuz 2010
- Renate Wackerbauer, Abitur 1983, Professorin für Physik an der University of Alaska Fairbanks
- Claudia Tausend (* 1964), Münchner Stadträtin und Mitglied des Deutschen Bundestags für die SPD
- Gabriele Goderbauer-Marchner (1960–2016), Landshuter Stadträtin für die „Landshuter Mitte“ und Professorin für Print- und Online-Journalismus an der Universität der Bundeswehr München
- Jutta Widmann (* 1961), Mitglied des Bayerischen Landtags für die Freien Wähler
- Gerda Hasselfeldt (* 1950), ehemalige Bundesministerin, 2011–2017 Vorsitzende der CSU-Landesgruppe im Deutschen Bundestag

## Bekannte (ehemalige) Lehrer
- M. Assumpta Schenkl (1924–2009), Lehrerin für Deutsch und Latein 1962–1992, Kollegstufenbetreuerin 1976–1985